# 大用镇 (哈尔滨市)
大用镇是中国黑龙江省哈尔滨市呼兰区下辖的一个镇，位于呼兰区北部。